# Sophie Lamon
Sophie Lamon (Sion, 8 febbraio 1985) è una schermitrice svizzera, vincitrice di una medaglia d'argento nella scherma ai giochi olimpici.

## Palmarès
In carriera ha conseguito i seguenti risultati:
- Giochi olimpici

Sydney 2000: argento nella spada a squadre.
- Mondiali di scherma

Nimes 2001: argento nella spada a squadre.
- Europei di scherma

Funchal 2000: oro nella spada a squadre.
Plovdiv 2009: bronzo nella spada a squadre.